# Novoe Vremia
 (avril 2019).
Si vous disposez d'ouvrages ou d'articles de référence ou si vous connaissez des sites web de qualité traitant du thème abordé ici, merci de compléter l'article en donnant les références utiles à sa vérifiabilité et en les liant à la section « Notes et références ».
Novoe Vremia est un journal ukrainien publié en ligne sur leur site internet et en format papier. Il est édité en russe et en ukrainien.

## Histoire
Novoe Vremia commence avec les journalistes du journal Корреспондент (Korrespondent) en 2013. 
À la suite de l'achat de Korrespondent  par l’oligarque Serhiy Kurchenko, presque tous les journalistes, menés par Vitaly Sych, quittent la rédaction. C'est avec l’aide financière de l'homme d'affaires tchèque Tomas Fiala qu'est créé le journal New Voice.  
Le premier numéro du magazine est publié le 16 mai 2014, avec un tirage à plus de 18 000 exemplaires. Le 1er août 2016 la nouvelle version électronique en deux langues est présentée au public.

## Thématiques
Ce journal porte une analyse sur les événements qui se produisent en Ukraine et dans le monde. On y trouve des entretiens avec des personnalités (politiques ou non) ukrainiennes et étrangères. 
Chaque vendredi le magazine est publié selon le cadre suivant : 
- Un aperçu des événements de la semaine ;
- Des enquêtes ;
- Un reportage sur la guerre ukrainienne ;
- Des entretiens avec les gens représentants de la culture, de la politique et de l'économie ukrainienne ;
- Des thèmes économiques.